# Lawinenverbauung

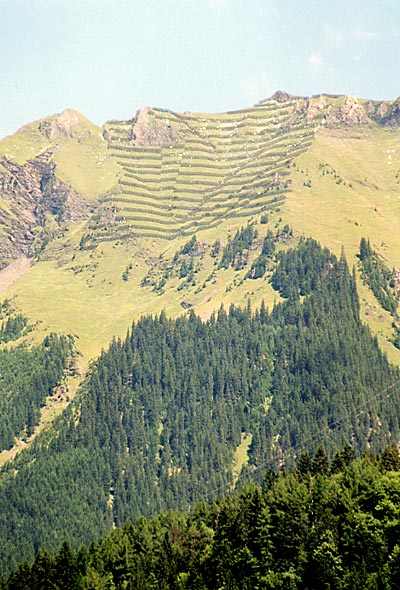
Kombinierte Schutzmaßnahmen: Stützverbau im Abrißgebiet und Schutzwald in der Abgangszone (Schweiz)

Eine Lawinenverbauung ist ein Bauwerk, welches die Entstehung und ein Abgleiten von Lawinen verhindern und Infrastruktur wie Siedlungen, Verkehrswege und Sportgebiete schützen soll. Durch Vordringen des Menschen in alpine Gebiete, in denen der Bergwald oder der Schutzwald nicht mehr ausreichen oder nicht vorhanden sind, muss mit künstlichen Mitteln versucht werden, die Schneedecke zu stabilisieren und das Abgleiten von Schneemassen zu verhindern.

## Verbauungsarten
Man unterscheidet hauptsächlich vier verschiedene Arten von Lawinenverbauungen. Der Bau und Unterhalt der ersten zwei Arten, welche den Abgang einer Lawine verhindern sollen, ist sehr aufwändig und kostspielig. Daher greift man auch gerne zur Schadensbegrenzung mit den beiden anderen Verbauungsmöglichkeiten:

### Verwehungsverbau

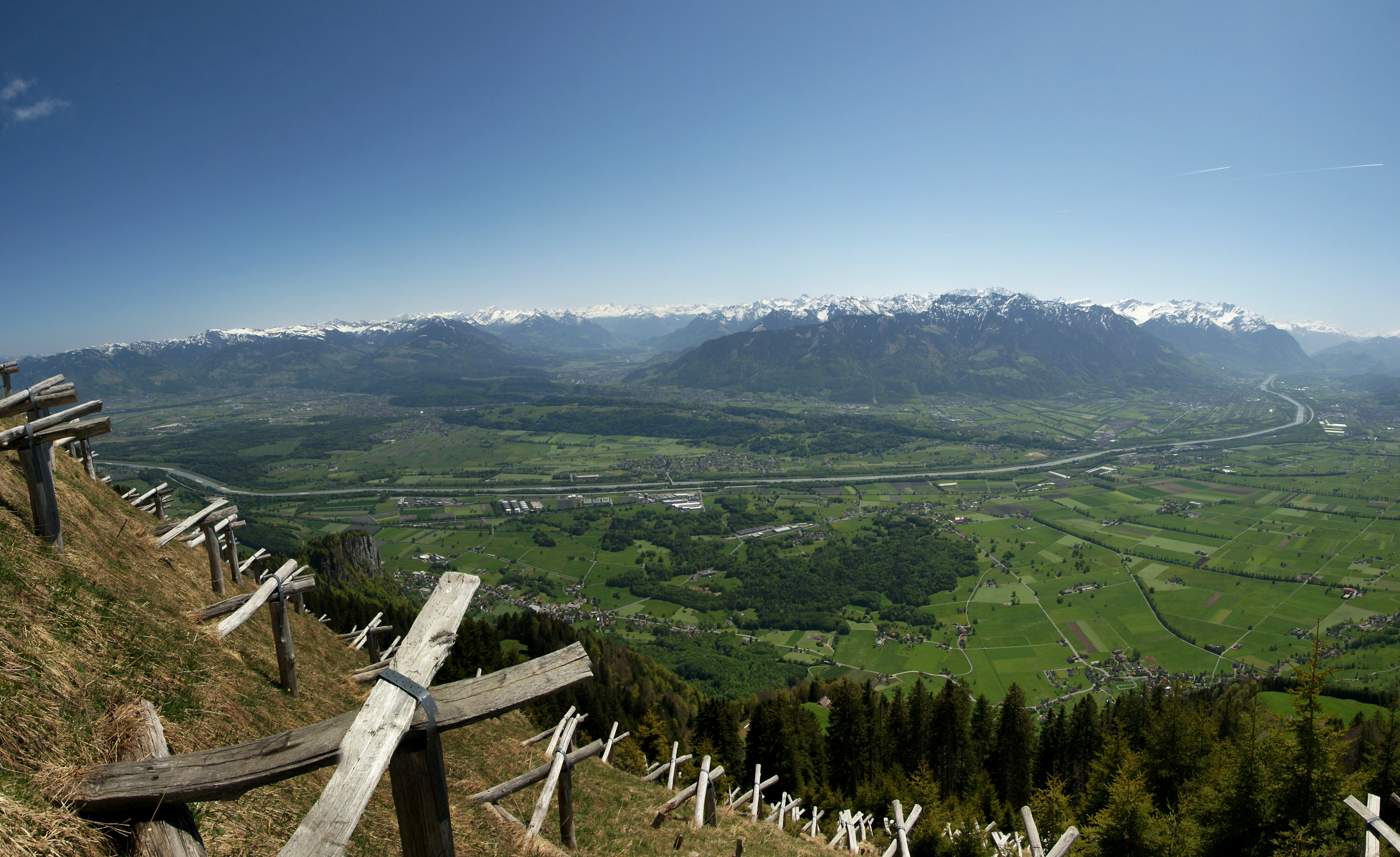
Lawinenverbauung neben dem Hohen Kasten, Schweiz

Der Verwehungsverbau beeinflusst die Ablagerung des Schnees, damit dieser nicht losbricht. Dazu dienen unter anderem der Schneezaun, Kolktafeln (siehe auch: Windkolk) und Düsendach.

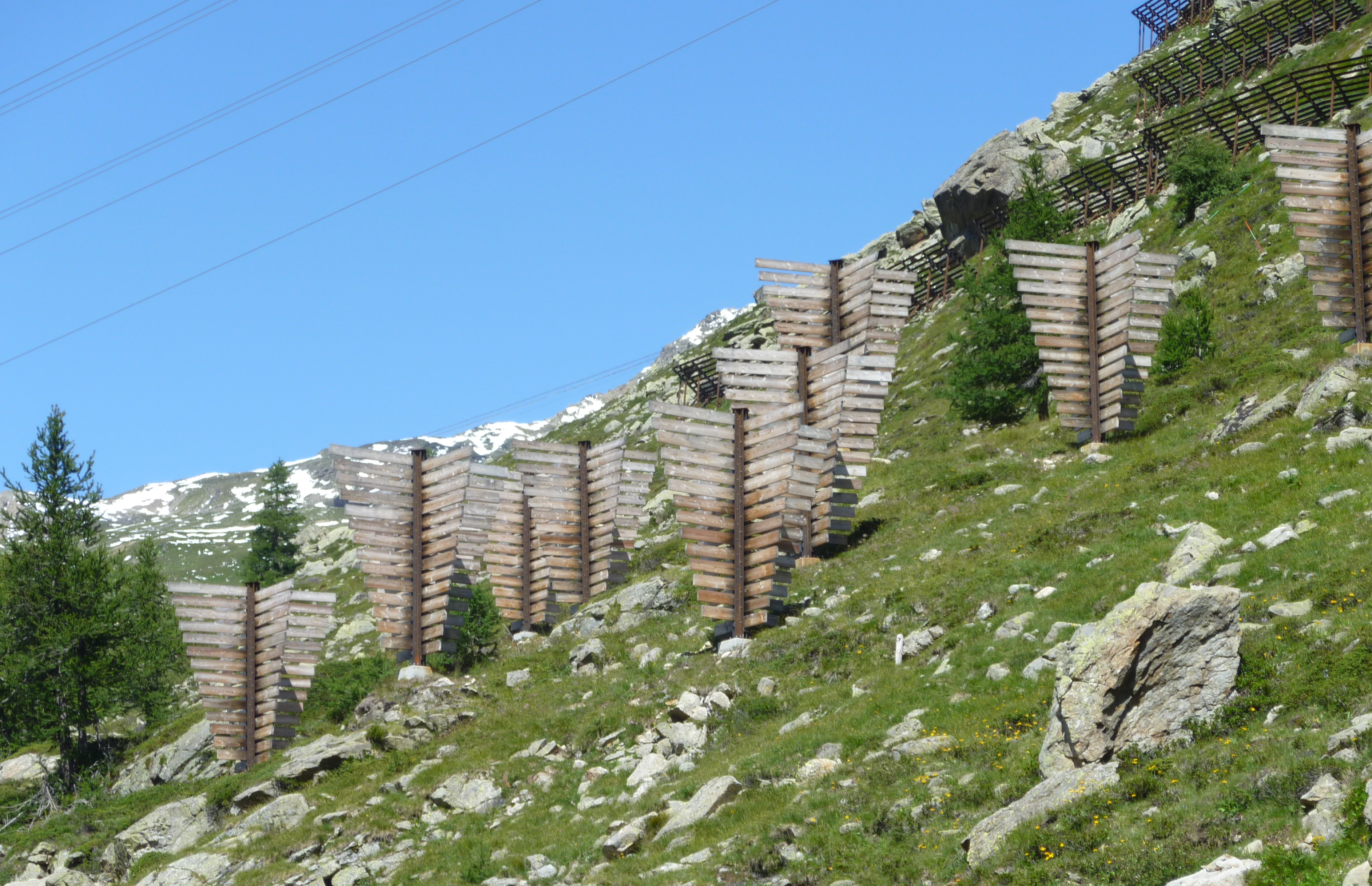
Hölzerne Verbauungen am Berninapass

Der Verwehungsverbau verhindert eine ungünstige Ablagerung des Schnees durch den Wind an möglichen Anbruchstellen. So kann die Gefahr der Lawinenbildung eingeschränkt werden.
Hier haben bereits kleinflächige Bauten großen Einfluss. Solche Bauten sind Schneezäune. Sie werden an windexponierten Stellen errichtet, um dort die Windgeschwindigkeit zu vermindern. Bereits bei halber Windgeschwindigkeit wird nur mehr ein Achtel der ursprünglichen Schneemenge transportiert.
An der windabgekehrten Seite lagert sich der Schnee ab, ehe er in ein Lawinenanbruchgebiet eingeweht wird und dort eine gefährliche Triebschneeablagerung erzeugt. Schneezäune werden daher vor allem auf flachen Bergrücken oberhalb eines Lawinenhanges eingesetzt.
Der Wirkungsgrad von Schneezäunen hängt von deren Höhe und dem Füllungsgrad ab. Typisch sind 3 bis 6 Meter Zaunhöhe. Der Füllungsgrad gibt das Verhältnis der geschlossenen zur gesamten Zaunfläche an. Die beste Wirkung wird erzielt, wenn die Schneezäune senkrecht zur Windrichtung positioniert werden und einen Füllungsgrad von 0,5 bis 0,7 haben.
Stützverbauungen werden häufig in Kombination mit Kolktafeln und Winddüsen verwendet.
Kolktafeln werden meist an Graten positioniert. Sie halten den Schnee nicht zurück, sondern bewirken eine günstigere Ablagerung, indem sie Windturbulenzen verursachen.
Um einen idealen Effekt mit Verwehungsbauten zu erzielen, sind jahrelange Beobachtung der Windrichtung und der Schneeverteilung notwendig.

### Stützverbau

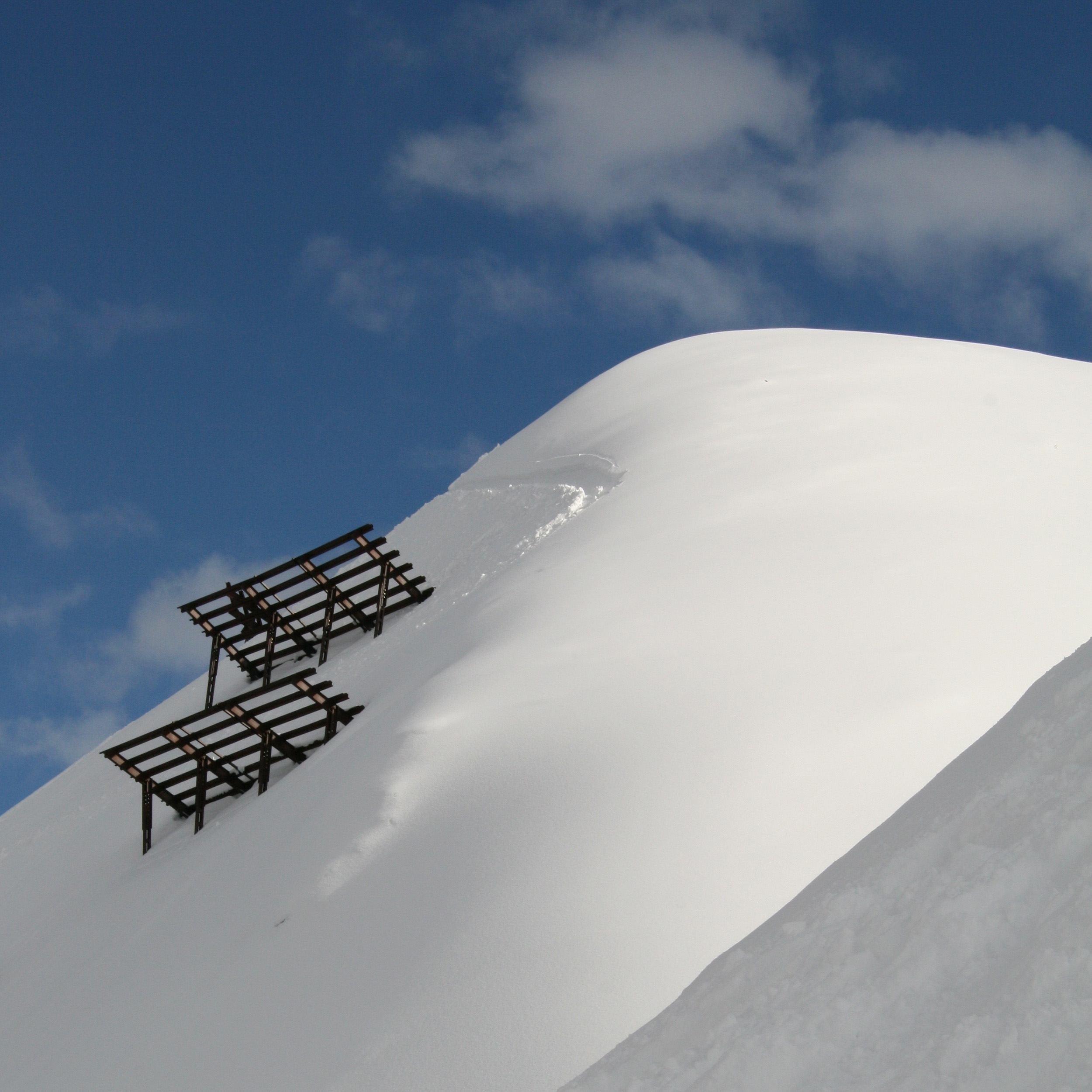
Stahlschneebrücken zur Lawinenverbauung oberhalb der Bergstation Versettlabahn im Montafoner Skigebiet Silvretta Montafon in Vorarlberg

Der Stützverbau hält den Schnee im Lawinenhang fest. Bekannte Arten sind die Stahl-Schneebrücke, Holz-Schneerechen und Schneenetze.
Der Stützverbau tätigt seine Wirkung bereits im Anbruchgebiet und verhindert somit das Losreißen einer Lawine, indem er die Schneedecke abstützt. Kleine Schneebewegungen, die im Verbau auftreten können, werden aufgefangen und abgebremst. Dadurch wird eine größere Anrissfläche vermieden.
Die Schneestabilität wird dabei durch eine Stauwirkung aufrechterhalten. Die kriechenden und gleitenden Schneeecken üben auf in den Boden verankerte senkrechte Stützflächen einen statischen Druck aus.
Dieser statische Schneedruck ist Grundlage für die Bemessung. Der Schneedruck ist abhängig von der Schneehöhe, der Schneedichte und dem Schneegleiten. Dabei können Kräfte von 50 bis 100 kN/m auftreten.
Die Kräfte werden in den Boden mittels Anker-, Mikropfahlfundationen, Grundplatten oder Betonfundamente eingeleitet. Eine weitere Technik zur Fundierung der Lawinenverbauten ist die Anwendung von Spinnankern.
- Stahlschneebrücken sind die am häufigsten verwendete Lawinenschutzmaßnahme. Sie haben Höhen von bis zu vier Metern und können bis zu 2,5 Tonnen Schnee pro Quadratmeter aufnehmen. Im Vergleich sind Stahlschneebrücken langlebig und verursachen nur wenige Unterhaltskosten. Ihnen wird eine Lebensdauer von bis zu 100 Jahren zugeschrieben. Die Montage der Schneebrücken ist jedoch aufwendig. Das große Gewicht und die schwer zugänglichen Gebiete bereiten hier so manche Probleme. Die Schneebrücken werden daher vorgefertigt an die gewünschte Stelle geflogen und dort nur mehr fundamentiert und montiert.

- Holzschneerechen sind Schneebrücken aus Holz. Ihre Standzeit ist im Vergleich erheblich kürzer. Sie werden vor allem im Aufforstungsbereich verwendet, da der Wald nach und nach die Lawinensicherung übernimmt.

- Schneenetze sind im Vergleich zu Schneebrücken unempfindlicher gegen Steinschlag, da sie eine hohe Flexibilität aufweisen. Dadurch können hohe dynamische Energien schadlos aufgenommen werden. Einen weiteren Vorteil stellt das geringe Transportgewicht dar. Dadurch ist die Konstruktion auch landschaftsschonender und hat geringe Auswirkungen auf das Landschaftsbild. Die filigrane Bauweise eignet sich daher besonders für den Schutz in Fremdenverkehr- und Erholungsgebieten.

Schneenetze sind derzeit teurer als Schneebrücken. Die Montage ist jedoch auch in schwierigen topographischen Verhältnissen kostengünstiger. Zu beachten ist, dass bei großen Maschenweiten der Schneerückhalt bei Lockerschneeanrissen mangelhaft ist. Minusgrade und Schmelzwasser stellen eine weitere Belastung für die verzinkten Drahtseile dar und Schneenetze weisen daher eine geringere Lebensdauer auf.

### Bremsverbau

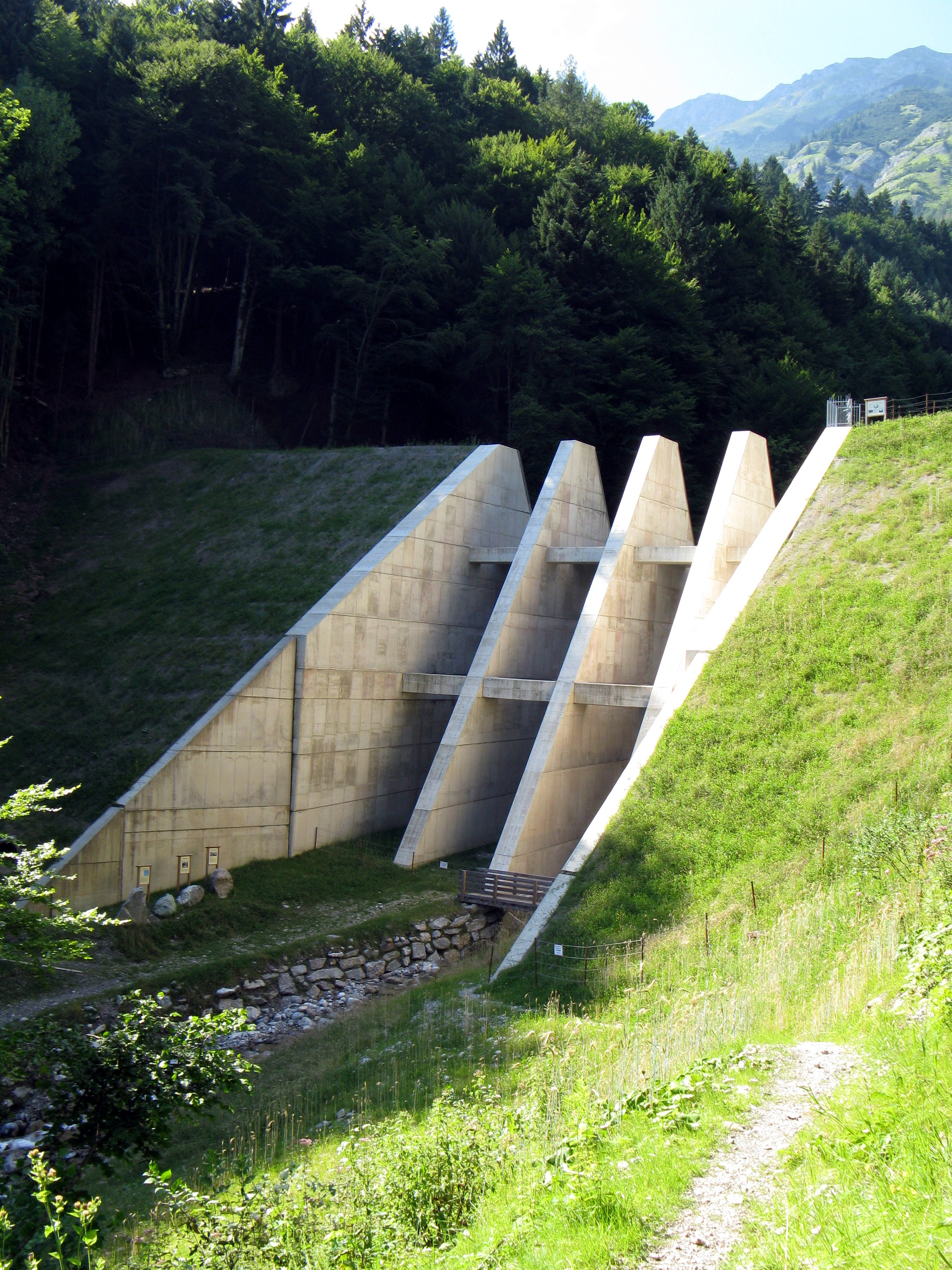
Lawinenbremsbauwerk oberhalb von Mühlau bei Innsbruck

Der Bremsverbau bringt die Lawine im Auslaufbereich rechtzeitig zum Stehen. Dazu kann man Bremshöcker oder einen Auffangdamm benützen.
Ein Bremsverbau hat die Aufgabe die Geschwindigkeit einer Lawine zu reduzieren. In weiterer Folge kann die Lawine in einem Auffangdamm eingeleitet werden, wo sie dann vollständig gestoppt wird.
Das Bremsen der Schneemassen wird durch versetzte Dämme und Höcker bewirkt. Die Abstände zwischen den Höckern sollen klein gehalten werden.
Die Vorteile einer Anwendung mit Bremshöckern sind einerseits die Verkürzung der Auslaufstrecke, andererseits die günstigere Dimensionierung des Auffangdammes. Parameter für die Berechnung der Dammhöhe sind die Geschwindigkeit der anströmenden Lawine, die Fließhöhe der Lawine und die Höhe der Altschneedecke im Stauraum. Die Steighöhe wird in der Bemessung ebenfalls berücksichtigt. Steighöhen erreichen bei Geschwindigkeiten von 10 m/s 3 Meter, bei 25 m/s beträchtliche 15 Meter. Der Damm darf nicht von der Lawine überflossen werden. Hier wird ersichtlich, dass man Dammhöhen von mindestens 20 Metern benötigt.
Ein Bremsverbau kann nur auf tief gelegenen, flachen und genügend großen Lawinenablagerungsgebieten angewendet werden, da sich hier der Lawinenschnee schadlos verteilen und ablagern kann.
Da sich Bremsverbauten häufig auch in den Gräben der Wasserläufe, die den Lawinenstrich bilden, befinden, sind sie dann mit der Funktion einer Geschiebesperre der Wildbachverbauung verknüpft.

### Umlenkverbau

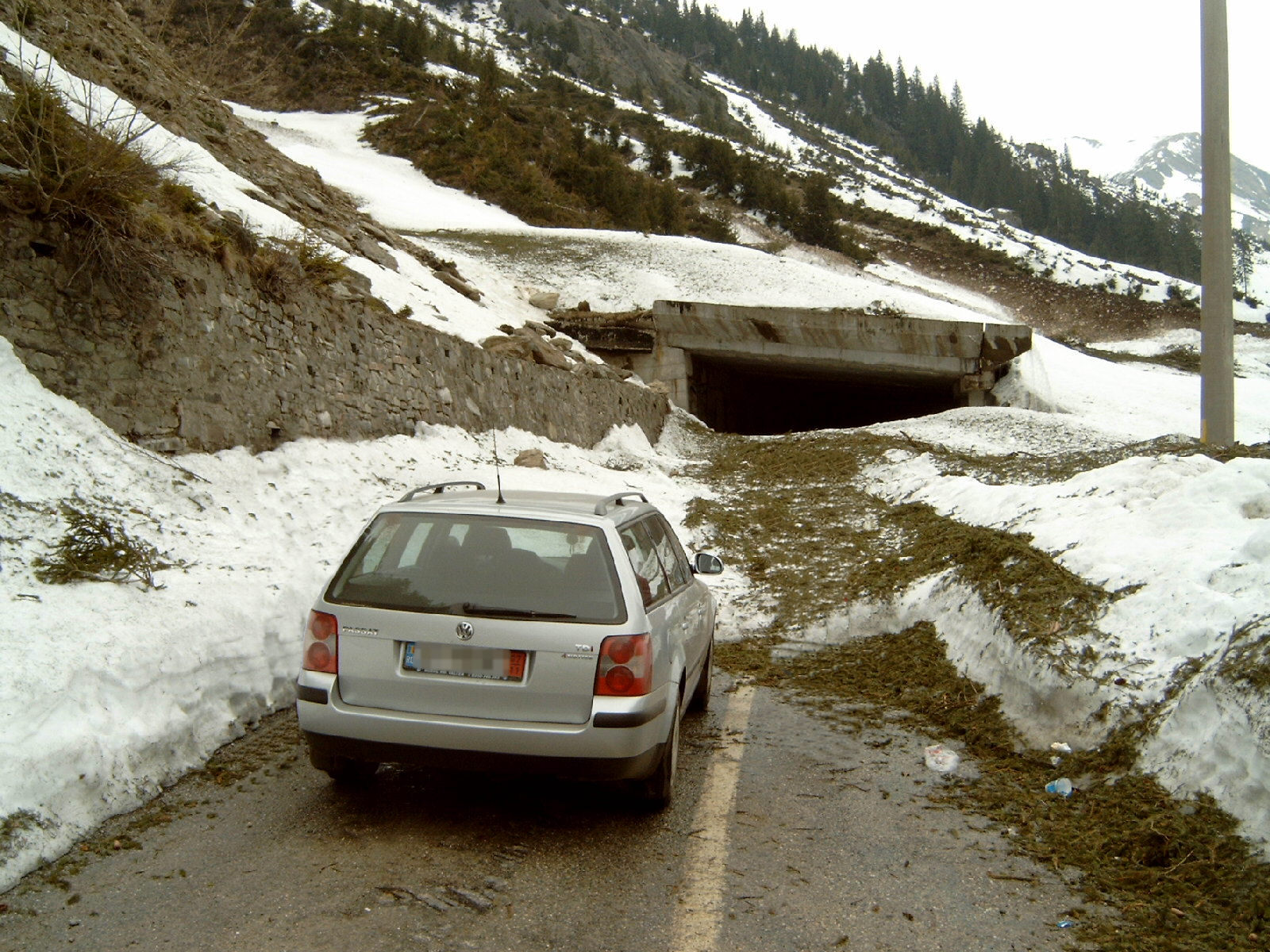
Lawinengalerie einer Straße (Südkarpaten, Rumänien)

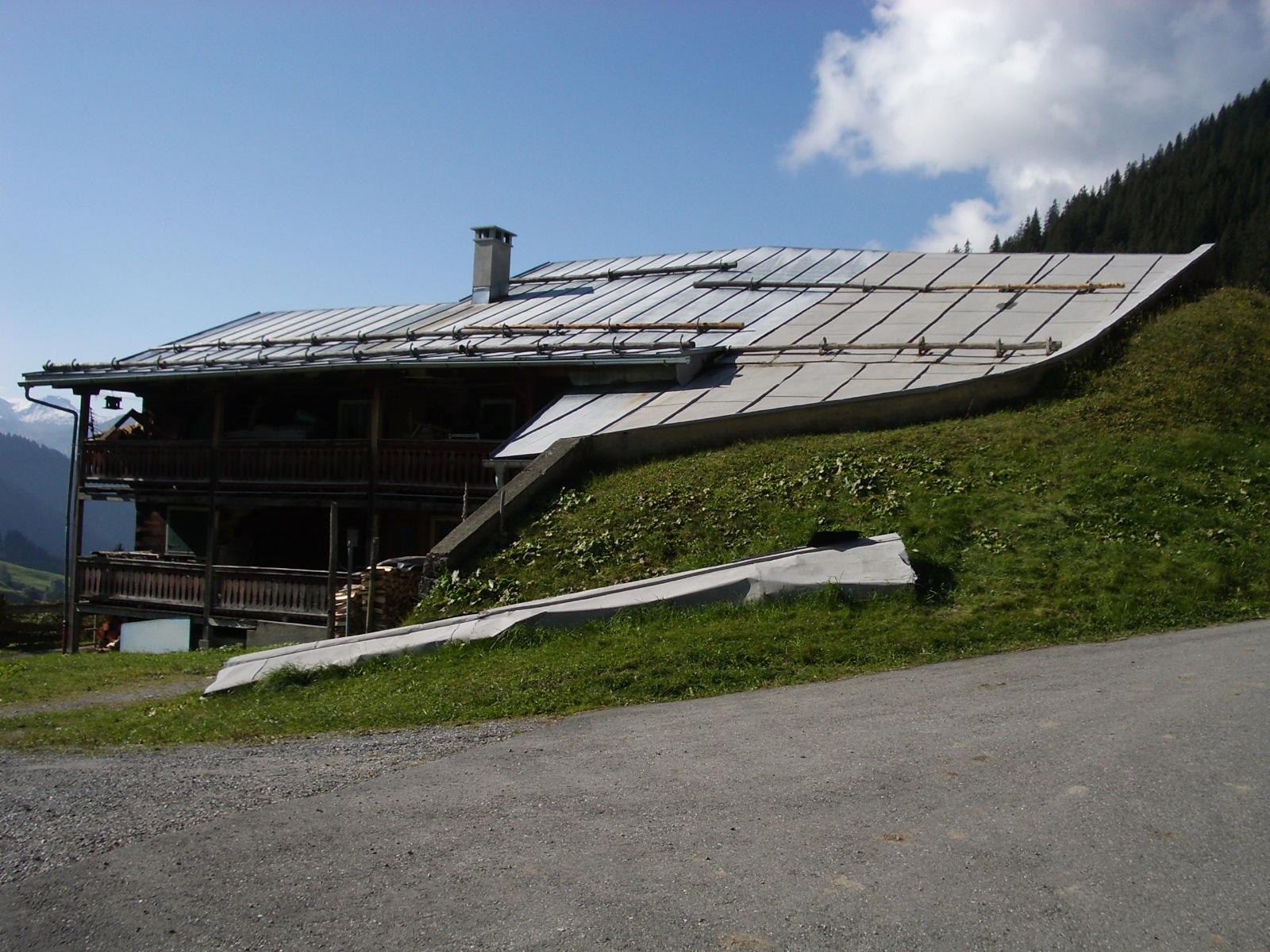
Wohnhaus mit Lawinenkeil in St. Antönien

Der Umlenkverbau lenkt die Lawine vom gefährdeten Objekt weg. Sie bilden die letzte Stufe der Verbauungsmaßnahmen, direkt am bedrohten Objekt.
Können Lawinen nicht an ihrer Entstehung gehindert werden, kommen Umlenk- oder auch Ablenkbauwerke zum Einsatz. Diese leiten die Sturzbahn bzw. deren Auslaufbereich in eine gewünschte Richtung oder begrenzen die seitliche Ausdehnung der Lawine. So kann die Lawine keinen oder nur einen vertretbar kleinen Schaden verursachen. Hier kommen Leitkämme, Ablenkdämme und Spaltkeile zum Einsatz.
Umlenkverbauten erreichen ihren maximalen Wirkungsgrad, wenn sie parallel zur Lawinenachse verlaufen. Große Umlenkwinkel (>20°–30°) sollten vermieden werden, da die erforderliche Bauwerkshöhe sehr groß dimensioniert werden müsste oder das Abfließen der Lawine nicht mehr gewährleistet werden könnte. Umlenkverbauten werden daher auch nur im steilen Gelände verwendet.
Gegen Lockerlawinen sind Umlenkverbauten aber nahezu wirkungslos.
- Lawinengalerie: Umlenkverbauten werden häufig in Kombination mit Galerien verwendet. Lawinengalerien sind Dachkonstruktionen aus Stahlbeton, die Verkehrswege vor Schneemassen schützen sollen. Diese Galerien sind entsprechend der Lawinenkräfte zu bemessen. Die in der Rückwand des Gebäudes auftretenden Schubkräfte werden über Anker in den Boden abgeleitet.
- Spaltkeile: Ein Spaltkeil hat die Aufgabe, die losgerissene Lawine an einem bestimmten Punkt zu teilen. In weiterer Folge wird die Lawine in eine gewünschte Richtung gelenkt. Dadurch können lawinengefährdete Objekte langfristig geschützt werden.

Vor und nach einem Lawinen-Niedergang:

Schutzbauten der Gotthardbahn bei Wassen
Nach einem Niedergang des Entschigtal-Lawinenzugs